# Gonophora akalankita
Gonophora akalankita es una especie de insecto coleóptero de la familia Chrysomelidae.  Maulik lo describió en 1919..